# A Beautiful Mind
A Beautiful Mind is een Amerikaanse film uit 2001 over het leven van de wiskundige John Forbes Nash jr., die aan schizofrenie leed.
Het scenario is gebaseerd op het boek met dezelfde titel, in 1999 geschreven door Sylvia Nasar. De film ontving in 2002 vier Oscars. De film werd geregisseerd door Ron Howard.

## Verhaal
In 1947 arriveert John Nash (Russell Crowe) bij de Princeton University. Nash maakt deel uit van het prestigieuze Carnegie Scholarship voor wiskunde, samen met Martin Hansen (Josh Lucas). Bij een receptie ontmoet hij andere veelbelovende wis- en scheikundestudenten, Richard Sol (Adam Goldberg), Ainsley (Jason Gray-Stanford) en Bender (Anthony Rapp). Ook ontmoet hij zijn kamergenoot Charles Herman (Paul Bettany), en een ongewone vriendschap begint.
Nash komt onder druk om te publiceren, voor de afdelingsleider en zijn concurrentie met Hansen. Hij weigert echter te publiceren, totdat hij een uniek idee heeft gevonden. Zijn inspiratie komt wanneer hij en zijn medestudenten discussiëren over de toenadering van meisjes bij de bar. Hansen citeert Adam Smith en pleit dat het "iedereen voor zichzelf" is. Nash beweert echter dat een gezamenlijke aanpak zou leiden tot betere kansen. Dit leidt tot een nieuw concept van governing dynamics. Nash ontwikkelt dit concept en publiceert het. Als resultaat van deze publicatie wordt hem een afspraak aangeboden bij de MIT, waar Sol en Bender hem bij vergezellen.
Enkele jaren later wordt Nash uitgenodigd bij het Pentagon om gecodeerde berichten van de vijand te ontcijferen. Nash is in staat om de code mentaal te ontraadselen, tot verbazing van andere code-analytici. Hij beschouwt zijn vaste taken op het MIT als oninteressant en onder zijn niveau, en is blij dat hem een nieuwe opdracht is gegeven door de mysterieuze William Parcher (Ed Harris) van de United States Department of Defense, om tijdschriften en kranten te onderzoeken op patronen. Hierdoor zou hij een plan van de Sovjet-Unie kunnen dwarsbomen. Nash wordt steeds meer geobsedeerd door het zoeken naar verborgen patronen (apofenie) en gelooft dat hij wordt gevolgd wanneer hij zijn resultaten bij een geheime brievenbus achterlaat.
Ondertussen vraagt een studente, Alicia Larde (Jennifer Connelly) hem uit voor een diner, en ze worden verliefd op elkaar. Bij een bezoek aan Princeton ontmoet Nash zijn voormalige kamergenoot Charles, samen met Charles' jongere nichtje Marcee (Vivien Cardone). Met de aanmoediging van Charles vraagt Nash Alicia ten huwelijk en ze trouwen.
Nash begint te vrezen voor zijn leven na een schietpartij tussen Parcher en agenten van de Sovjet-Unie, waar hij bij betrokken was. Hij meldt Parcher dat hij niet langer wil helpen bij de speciale opdracht. Parcher weet Nash echter te chanteren, waardoor deze geen keus heeft. Tijdens een lezing bij de Harvard University probeert Nash te vluchten voor zogenaamde buitenlandse agenten. Bij zijn vlucht wordt hij tegengehouden en verdoofd, waarna hij in een psychiatrische inrichting terechtkomt. Nash is ervan overtuigd dat deze inrichting wordt beheerd door de Sovjet-Unie en dat geprobeerd wordt informatie los te krijgen.
Dr. Rosen (Christopher Plummer), de dokter van Nash, vertelt Alicia dat Nash schizofrenie heeft en dat Charles, Marcee en Parcher alleen bestaan in zijn verbeelding. Alicia onderzoekt de bewering en confronteert Nash uiteindelijk met de ongeopende documenten die hij had afgeleverd in de geheime brievenbus. Nash krijgt een insuline-shocktherapie en wordt uiteindelijk vrijgelaten. Gefrustreerd door de effecten van de vele medicijnen stopt hij met het nemen van de pillen en komen de verbeeldingen terug.
Na een incident waarbij Nash zijn zoon bijna laat verdrinken en Alicia en de baby tegen de grond slaat, probeert zijn vrouw samen met hun kind te vluchten. Nash weet dit echter te verhinderen, door voor de auto te springen. Hij vertelt Alicia dat 'ze nooit oud wordt', verwijzend naar Marcee, die sinds het begin van de verbeeldingen nooit veranderd is. Nash accepteert hierdoor eindelijk dat Parcher, Marcee en Charles deel uitmaken van zijn hallucinaties. Hoewel Dr. Rosen dit wel adviseerde, besluit Nash niet opnieuw te beginnen met de behandeling, met de overtuiging dat hij de symptomen op een andere manier kan bestrijden en accepteren. Alicia besluit te blijven en hem hierin te steunen.
Nash gaat na enige tijd naar zijn oude vriend en rivaal, Martin Hansen, nu het hoofd van de wiskundeafdeling van Princeton. Hansen geeft hem de toestemming om in de bibliotheek te werken en deel te nemen aan lessen. Jaren gaan voorbij en Nash leert zijn hallucinaties te negeren. Uiteindelijk gaat hij zelfs weer les geven.
In 1994 wint Nash de Prijs van de Zweedse Rijksbank voor economie voor zijn revolutionaire werk aan de speltheorie. De film eindigt als Nash en Alicia de zaal in Stockholm verlaten; Nash ziet Charles, Marcee en Parcher naar hem kijken.

## Ontvangst
De film werd bekritiseerd omdat men vond dat Nash' leven daarin te veel versimpeld werd en dat men voorbijging aan zijn vermeende homoseksuele relaties en het feit dat Nash een vrouw zou hebben verlaten kort nadat zij van hem zwanger was geworden. Nash' hallucinaties (hij voelde zich 'aangevallen door Napoleon' en waande zich 'de linkervoet van God') zouden te veel zijn aangepast aan de eisen van Hollywood. De producers beantwoordden de kritiek door te stellen dat Nash' relaties met mannen nooit aangetoond waren. Nash zelf heeft bij herhaling ontkend dat hij homoseksueel is.
Veel bezoekers van de film die het verhaal van Nash niet kenden, hadden halverwege de film een soortgelijk gevoel als bij de film The Sixth Sense. Toen werd namelijk duidelijk dat enkele gebeurtenissen alleen hadden plaatsgevonden in het hoofd van Nash.

## Rolverdeling
| Acteur              | Personage         |
| ------------------- | ----------------- |
| Russell Crowe       | John F. Nash      |
| Ed Harris           | William Parcher   |
| Jennifer Connelly   | Alicia Larde Nash |
| Christopher Plummer | Dr. Rosen         |
| Paul Bettany        | Charles Herman    |
| Adam Goldberg       | Sol               |
| Josh Lucas          | Hansen            |
| Vivien Cardone      | Marcee            |
| Anthony Rapp        | Bender            |
| Jason Gray-Stanford | Ainsley           |
| Judd Hirsch         | Helinger          |
| Austin Pendleton    | Thomas King       |
| Victor Steinbach    | Professor Horner  |
| Tanya Clarke        | Becky             |